# Toudoure
Le Toudoure est une rivière du sud de la France des départements de l'Aveyron et du Tarn. C'est aussi un sous-affluent de la Garonne par le Rance et le Tarn.

## Géographie
Il prend sa source dans le Massif central dans les Monts de Lacaune dans le département du Tarn tout près de Lacaune et se jette dans le Rance entre Belmont-sur-Rance et Combret.

## Principaux affluents
Trois petits ruisseaux viennent grossir le Toudoure :
- Ruisseau de combadouze
- Ruisseau le linarette
- Ruisseau du cros

## Départements et villes traversées
- Tarn
- Aveyron : Saint-Sever-du-Moustier.